# جميل حسنلي

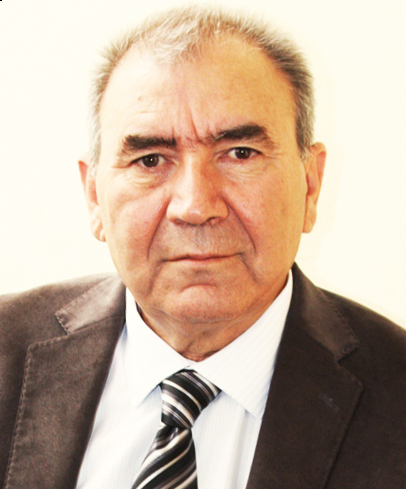

جميل بولادخان حسنلي (باللغة الآذربيجانية: Cəmil Poladxan oğlu Həsənli) – عالم في التاريخ، أذربيجاني الجنسية، اشتهر ببحوثه العلمية في تاريخ جمهورية آذربيجان الديموقراطية (1918-1920). ولد في قرية آغاليكاند بمنطقة بيلاسوفار في 15 يناير عام 1952. تخرج من كلية التاريخ بجامعة آذربيجان الحكومية. هو دكتور في التاريخ وبروفسور. إنه مؤلف عشرات من مونوغرافيا وأكثر من مئة مقالة علمية. يجيد اللغتي الروسية والأنجليزية.